# Целль, Ульрих
Ульрих Целль (нем. Ulrich Zell) — старейший кёльнский типограф (с 1466 г.). Печатал преимущественно богословские произведения (около 120); 6 из них носят его имя; на других стоит «apud Lyskirchen» по имени дома в Лискирхене, который перешёл в его владение в 1473 г.
Издал знаменитый эротический роман «Сказ о двух влюбленных», написанный Энеем Пикколомини, будущим папой римским Пием II.
Замечательна его «Biblia latina» в 2-х тт. (появившаяся, вероятно, в 1470 г.). Полагают, что Целль умер после 1507 г.